# ゲームフリーク
株式会社ゲームフリーク（英: GAME FREAK Inc.）は、日本のゲームソフトデベロッパー。

## 概要
田尻智が主宰したゲーム系同人サークル「ゲームフリーク」を母体とするゲームソフト制作会社。
田尻らが自主制作したファミリーコンピュータ用ゲームソフト『クインティ』の印税を元手に株式会社として設立。その社名は田尻が執筆していたミニコミ誌『ゲームフリーク』にまで遡り、そのまま田尻のゲームクリエイターとしてのルーツ「ゲームおたく」を意味する。
関連会社には、ポケモン原作3社である任天堂株式会社および株式会社クリーチャーズがある。さらにその3社が共同で立ち上げた、ポケモンシリーズの発売元である株式会社ポケモンがある。ポケモンシリーズの販売元である任天堂との資本関係は無く、ゲームフリークは独立した企業である。
かつては他社や版権作品の受託開発も行っていたが、ゲームボーイ用ゲームソフト『ポケットモンスター』のヒット以後は自社タイトルの開発に専念している。
PlayStation向けにリリースされた『クリックメディック（1999年）』を最後に、任天堂のプラットフォーム以外での自社開発タイトルのリリースは長らく行っていなかったが、2010年代以降はPlayStationやXbox、Steamでも自社開発タイトルのリリースを行っている。

### 『ポケットモンスター』作中において
『ポケットモンスター』では、カントー地方の都市「タマムシシティ」のマンション3Fにゲームフリーク開発室が描かれている。カントー地方以外の地方においても社員と同名のNPCがゲーム内に登場する場合がある。ポケモン図鑑を完成させるとゲームフリークから賞状を貰うことができる。
『赤』・『ピカチュウ』主人公のデフォルトネームの「サトシ」、およびアニメ『ポケットモンスター』の
主人公「サトシ」は社長である田尻の名前「サトシ（智）」が由来である。
田尻自身は一度もゲーム内に登場したことがなく、『ハートゴールド・ソウルシルバー』で「この会社の社長」として存在が言及されたのが唯一である。

## 沿革
1989年、株式会社ゲームフリーク設立。設立時は下北沢のマンションを事務所としていた。以降1990年、1994年と下北沢内で事務所を移転。
2007年、下北沢カシワサードビルから三軒茶屋キャロットタワーへオフィスを移転。
2015年10月27日、スマートフォンアプリ開発会社コアゲームスを吸収合併したことを公表
。
2020年、神田錦町KANDA SQUAREへオフィスを移転。

### 不正アクセス事件
2024年8月、ゲームフリークのサーバーに対して不正アクセスが行われ、従業員の個人情報などが漏洩した。海外メディアの報道では『ポケットモンスター』シリーズに関連したデータも流出した可能性が高いとされていたが、同年10月10日に公開されたゲームフリークの公式発表では、その点の真偽については触れられなかった。

## 作品
| 発売日                                                     | タイトル                                  | 備考 |
| ---------------------------------------------------------- | ----------------------------------------- | --- |
| 1989年6月27日                                              | クインティ                                | KIDとの共同開発。日本における家庭用ゲーム史上初の自社でライセンスを取らない（公式開発機器を使わない）方式によるゲーム作品。 |
| 1991年9月13日                                              | ジェリーボーイ                            | 企画、開発をシステムサコムが担当                                                                                            |
| 1991年12月14日                                             | ヨッシーのたまご                          | |
| 1992年4月24日                                              | まじかる☆タルるートくん（メガドライブ版） | |
| 1993年8月27日                                              | マリオとワリオ                            | |
| 1994年4月28日（GB版）／1994年11月25日（SFC版）             | ノンタンといっしょ くるくるパズル         | ゲームボーイ版の企画、開発をアクセスが担当。スーパーファミコン版の企画、開発をタオヒューマンシステムズが担当。              |
| 1994年7月22日                                              | パルスマン                                | |
| 未発売                                                     | ジェリーボーイ2                           | メディア・ビジョンが開発 |
| 1994年7月26日                                              | バザールでござーるのゲームでござーる      | |
| 1997年1月17日                                              | BUSHI青龍伝〜二人の勇者〜                 | |
| 1999年1月28日                                              | クリックメディック                        | |
| 2005年9月22日                                              | スクリューブレイカー 轟振どりるれろ       | |
| 2012年9月5日                                               | リズムハンター ハーモナイト               | 「ギアプロジェクト制度」から誕生。                                                                                          |
| 2013年7月31日                                              | ソリティ馬                                | 「ギアプロジェクト制度」から誕生。初自社パブリッシング作品。                                                                |
| 2015年7月21日                                              | TEMBO THE BADASS ELEPHANT                 | 「ギアプロジェクト制度」から誕生。                                                                                          |
| 2017年2月7日                                               | GIGA WRECKER                              | 「ギアプロジェクト制度」から誕生。                                                                                          |
| 2019年10月17日                                             | リトルタウンヒーロー                      | 「ギアプロジェクト制度」から誕生。                                                                                          |
| 2023年1月21日（iOS版）／2024年2月21日（Nintendo Switch版） | ソリティ馬 Ride On!                       | 「ギアプロジェクト制度」から誕生。                                                                                          |
| 2024年6月24日                                              | パンドランド                              | ワンダープラネット株式会社と共同開発。                                                                                      |
| 2026年予定                                                 | Beast of Reincarnation                    | |

### 『ポケットモンスター』シリーズ
- 『ポケットモンスター』本編シリーズ
  - ポケットモンスター 赤・緑
  - ポケットモンスター 青
  - ポケットモンスター ピカチュウ
  - ポケットモンスター 金・銀
  - ポケットモンスター クリスタルバージョン
  - ポケットモンスター ルビー・サファイア
  - ポケットモンスター ファイアレッド・リーフグリーン
  - ポケットモンスター エメラルド
  - ポケットモンスター ダイヤモンド・パール
  - ポケットモンスター プラチナ
  - ポケットモンスター ハートゴールド・ソウルシルバー
  - ポケットモンスター ブラック・ホワイト
  - ポケットモンスター ブラック2・ホワイト2
  - ポケットモンスター X・Y
  - ポケットモンスター オメガルビー・アルファサファイア
  - ポケットモンスター サン・ムーン
  - ポケットモンスター ウルトラサン・ウルトラムーン
  - ポケットモンスター Let's Go! ピカチュウ・Let's Go! イーブイ
  - ポケットモンスター ソード・シールド
  - Pokémon LEGENDS アルセウス
  - ポケットモンスター スカーレット・バイオレット
  - Pokémon LEGENDS Z-A
- 『ポケットモンスター』スピンオフゲーム
  - ポケモンARサーチャー
  - ポケモンクエスト